# 6540 Stepling
6540 Stepling eller 1982 SL1 är en asteroid i huvudbältet som upptäcktes den 16 september 1982 av den tjeckiske astronomen Antonín Mrkos vid Kleť-observatoriet i Tjeckien. Den är uppkallad efter den tjeckiska astronomen Joseph Stepling.
Asteroiden har en diameter på ungefär 5 kilometer och den tillhör asteroidgruppen Flora.